# C. R. Swart
Charles Robberts Swart (Winburg, Estado Libre de Orange, 5 de diciembre de 1894 - Bloemfontein, Sudáfrica, 16 de julio de 1982), apodado "Blackie", fue un político sudafricano que se desempeñó como el último gobernador general de la Unión Sudafricana de 1959 a 1961 y el primer presidente estatal de la República de Sudáfrica de 1961 a 1967.

## Infancia
Swart nació el 5 de diciembre de 1894 en la granja Morgenzon, en el distrito de Winburg, parte de la república bóer del Estado Libre de Orange (que se convirtió en colonia británica en 1902 y en provincia de la Unión Sudafricana en 1910).
Fue el tercero de seis hijos de Hermanus Bernardus Swart (1866-1949) y Aletta Catharina Robberts. (1871–1927). La guerra Anglo-Bóer (segunda guerra bóer) estalló cuando tenía cinco años. Durante la guerra, su madre y sus hijos fueron internados en el campo de concentración de Winburg. De los tres niños, uno murió en el campo de concentración. Su padre fue herido y capturado por los británicos durante la batalla de Paardeberg. Fue hecho prisionero de guerra y permaneció en Groenpunt y Simon's Town hasta el final de la guerra.
A los siete años, Swart asistió a la escuela pública de Winburg. Posteriormente, asistió a una escuela CNO (Christelike Nasionale Onderwys o "Educación Nacional Cristiana"), fundada por los afrikáners en respuesta a la política de anglicización de Lord Milner en las escuelas públicas.
Se estableció como abogado en 1914. Pasó un breve periodo en el cine de Hollywood actuando en películas mudas, antes de embarcarse en su carrera pública. Ejerció la abogacía en Bloemfontein entre 1919 y 1948, con la excepción del tiempo que dedicó a obtener su licenciatura en periodismo en la Universidad de Columbia en Nueva York, entre 1921 y 1922. Reporteó brevemente desde Washington para el periódico «Die Burger».
Estuvo casado con Cornelia Wilhelmina (Nellie) de Klerk y tuvo tres hijos. Era un hombre alto, de 200 cm.

## Vida pública
En 1923, fue elegido miembro de la Asamblea de Sudáfrica como diputado por Ladybrand, hasta su derrota en 1938. Swart fue miembro del partido Ossewabrandwag. Se convirtió en líder del Partido Nacional en el Estado Libre de Orange y diputado por Winburg en 1941. Después del final de la Segunda Guerra Mundial, fue nombrado ministro de Justicia cuando el Partido Nacional llegó al poder en 1948, y fue responsable de la legislación para fortalecer los poderes de la Policía Sudafricana para reprimir la actividad antiapartheid. Entre 1949 y 1950 ocupó la cartera de Educación, Artes y Ciencias y se desempeñó como vice primer ministro entre 1954 y 1959.
En 1959, Swart fue nombrado gobernador general, pero al igual que su predecesor, Ernest George Jansen, era un republicano acérrimo. A pesar de esto, ya se había arrodillado ante la reina Isabel II y le había besado la mano. En un referéndum al año siguiente, una pequeña mayoría de votantes blancos apoyó una propuesta gubernamental para convertirse en una república. En 1961, tras firmar la nueva constitución republicana aprobada por el Parlamento, solicitó a la reina su relevo, y el Parlamento lo eligió entonces presidente del Estado, el nuevo cargo que sustituyó al monarca y al gobernador general como jefe de Estado ceremonial. Nelson Mandela y otros líderes de la resistencia negra clandestina intentaron protestar contra el cambio al nuevo sistema planeando una huelga general de tres días con trabajadores no blancos, pero el gobierno evitó preventivamente la mayoría de estos planes mediante un amplio uso de la fuerza policial para perseguir a los disidentes.
Aunque fue elegido para un mandato de siete años, Swart ejerció como presidente estatal solo durante seis años y se retiró en 1967. Tras su jubilación, Swart recibió la Condecoración por Servicios Meritorios de manos del presidente estatal Jim Fouché. Falleció el 16 de julio de 1982 a los 87 años. Swart era conocido popularmente como "Blackie" (Swart significa "negro" en afrikáans). O como "Oom Blackie", donde "oom" significa "tío" en afrikáans, pero se usa como señal de respeto hacia un hombre mayor.

## Legado
El edificio más alto de Bloemfontein, que albergaba varios departamentos gubernamentales y la Facultad de Derecho de la Universidad del Estado Libre de Orange, recibió el nombre de edificio Presidente CR Swart en su día. honor. En 2015, el gobierno del Congreso Nacional Africano (ANC) renombró el popular edificio CR Swart como Edificio Fidel Castro.
Una estatua de CR Swart en la Universidad del Estado Libre fue destruida por estudiantes que protestaban a finales de febrero de 2016.
El pico más alto de las remotas Islas del Príncipe Eduardo se llamaba State President Swart Peak, antes de que en 2003 se le cambiara el nombre a Mascarin Peak.
El retrato de Swart aparece en el anverso de las monedas del rand sudafricano. Moneda de 1 a 50 centavos de 1968, acuñada para conmemorarlo como el primer presidente Estatal de Sudáfrica.
| Predecesor: Lucas Cornelius Steyn                                    | Gobernador general de la Unión Sudafricana 1959-1961 | Sucesor: Él mismo como presidente de Sudáfrica |
| Predecesor: Él mismo como gobernador general de la Unión Sudafricana | Presidente de Sudáfrica 1961-1967                    | Sucesor: Jozua François Naudé                  |